# لیگ فوتبال وسکس
لیگ فوتبال وسکس انگلستان (به انگلیسی: Wessex Football League) یک لیگ فوتبال منطقه‌ای مردان است که در سال ۱۹۸۶ میلادی راه‌اندازی شده است.